# Seznam zápasů české fotbalové reprezentace 2019
Seznam zápasů české fotbalové reprezentace 2019 uvádí přehled všech utkání tohoto reprezentačního výběru, jež sehrál během roku 2019. Hráči výběru nastoupili celkem k deseti zápasům, z nichž osm bylo kvalifikačních na nadcházející Euro a zbylé dva přátelské. Čeští reprezentanti v nich dosáhli pěti výher, zbývajících pět utkání však prohráli. Funkci trenéra zastával po celý rok Jaroslav Šilhavý. 

## Přehled zápasů
| 22. března 2019 kvalifikace ME 2020, skupina A         |       |       |                                                             |
| Anglie                                                 | 5 – 0 | Česko | Wembley Stadium, Londýn diváci: 82 575 rozhodčí: Artur Dias |
| Sterling 24', 62', 68' Kane 45' (pen.) Kalas 84' (vl.) |       |       | Wembley Stadium, Londýn diváci: 82 575 rozhodčí: Artur Dias |

| 26. března 2019 přátelský |       |                            |                                                                    |
| Česko                     | 1 – 3 | Brazílie                   | Sinobo Stadium, Praha diváci: 19 116 rozhodčí: Ovidiu Alin Hategan |
| Pavelka 37'               |       | 49' Firmino 83', 90' Jesus | Sinobo Stadium, Praha diváci: 19 116 rozhodčí: Ovidiu Alin Hategan |

| 7. června 2019 kvalifikace ME 2020, skupina A |       |           |                                                             |
| Česko                                         | 2 – 1 | Bulharsko | Generali Arena, Praha diváci: 13 482 rozhodčí: Tamáš Bognar |
| Schick 19', 50'                               |       | 3' Isa    | Generali Arena, Praha diváci: 13 482 rozhodčí: Tamáš Bognar |

| 10. června 2019 kvalifikace ME 2020, skupina A   |       |            |                                                                       |
| Česko                                            | 3 – 0 | Černá Hora | Andrův stadion, Olomouc diváci: 11 565 rozhodčí: Vladislav Bezborodov |
| Jankto 18' Kopitović 49' (vl.) Schick 81' (pen.) |       |            | Andrův stadion, Olomouc diváci: 11 565 rozhodčí: Vladislav Bezborodov |

| 7. září 2019 kvalifikace ME 2020, skupina A |       |            |                                                                        |
| Kosovo                                      | 2 – 1 | Česko      | Fadil Vokrri Stadium, Priština diváci: 13 500 rozhodčí: Danny Makkelie |
| Muriqi 20' Vojvoda 66'                      |       | 16' Schick | Fadil Vokrri Stadium, Priština diváci: 13 500 rozhodčí: Danny Makkelie |

| 11. září 2019 kvalifikace ME 2020, skupina A |       |                                           |                                                                     |
| Černá Hora                                   | 0 – 3 | Česko                                     | Stadion Pod Goricom, Podgorica diváci: 5 951 rozhodčí: Ali Palabiyk |
|                                              |       | 54' Souček 57' Masopust 90' (pen.) Darida | Stadion Pod Goricom, Podgorica diváci: 5 951 rozhodčí: Ali Palabiyk |

| 11. října 2019 kvalifikace ME 2020, skupina A |       |                |                                                              |
| Česko                                         | 2 – 1 | Anglie         | Sinobo Stadium, Praha diváci: 18 651 rozhodčí: Damir Skomina |
| Brabec 9' Ondrášek 85'                        |       | 5' (pen.) Kane | Sinobo Stadium, Praha diváci: 18 651 rozhodčí: Damir Skomina |

| 14. října 2019 přátelský |       |                          |                                                             |
| Česko                    | 2 – 3 | Severní Irsko            | Generali Arena, Praha diváci: 9 139 rozhodčí: Ivan Kružliak |
| Darida 67' Král 68'      |       | 9', 41' McNair 23' Evans | Generali Arena, Praha diváci: 9 139 rozhodčí: Ivan Kružliak |

| 14. listopadu 2019 kvalifikace ME 2020, skupina A |       |           |                                                              |
| Česko                                             | 2 – 1 | Kosovo    | Doosan Arena, Plzeň diváci: 10 986 rozhodčí: Gianluca Rocchi |
| Král 71' Čelůstka 79'                             |       | 50' Nuhiu | Doosan Arena, Plzeň diváci: 10 986 rozhodčí: Gianluca Rocchi |

| 17. listopadu 2019 kvalifikace ME 2020, skupina A |       |       |                                                                                       |
| Bulharsko                                         | 1 – 0 | Česko | Národní stadion Vasil Levski, Sofie diváci: hráno bez diváků rozhodčí: Sergej Karasev |
| Božikov 56'                                       |       |       | Národní stadion Vasil Levski, Sofie diváci: hráno bez diváků rozhodčí: Sergej Karasev |